# NGC 6875A
NGC 6875A (другие обозначения — PGC 64240, ESO 284-24, IRAS20084-4617) — галактика в созвездии Телескоп.
Этот объект не входит в число перечисленных в оригинальной редакции «Нового общего каталога» и был добавлен позднее.